# Warloy-Baillon
Warloy-Baillon ist eine französische Gemeinde mit 749 Einwohnern (Stand 1. Januar 2022) im Département Somme in der Region Hauts-de-France. Sie gehört zum Arrondissement Amiens und zum Kanton Corbie.

## Bevölkerungsentwicklung
- 1962: 729
- 1968: 733
- 1975: 710
- 1982: 698
- 1990: 718
- 1999: 708

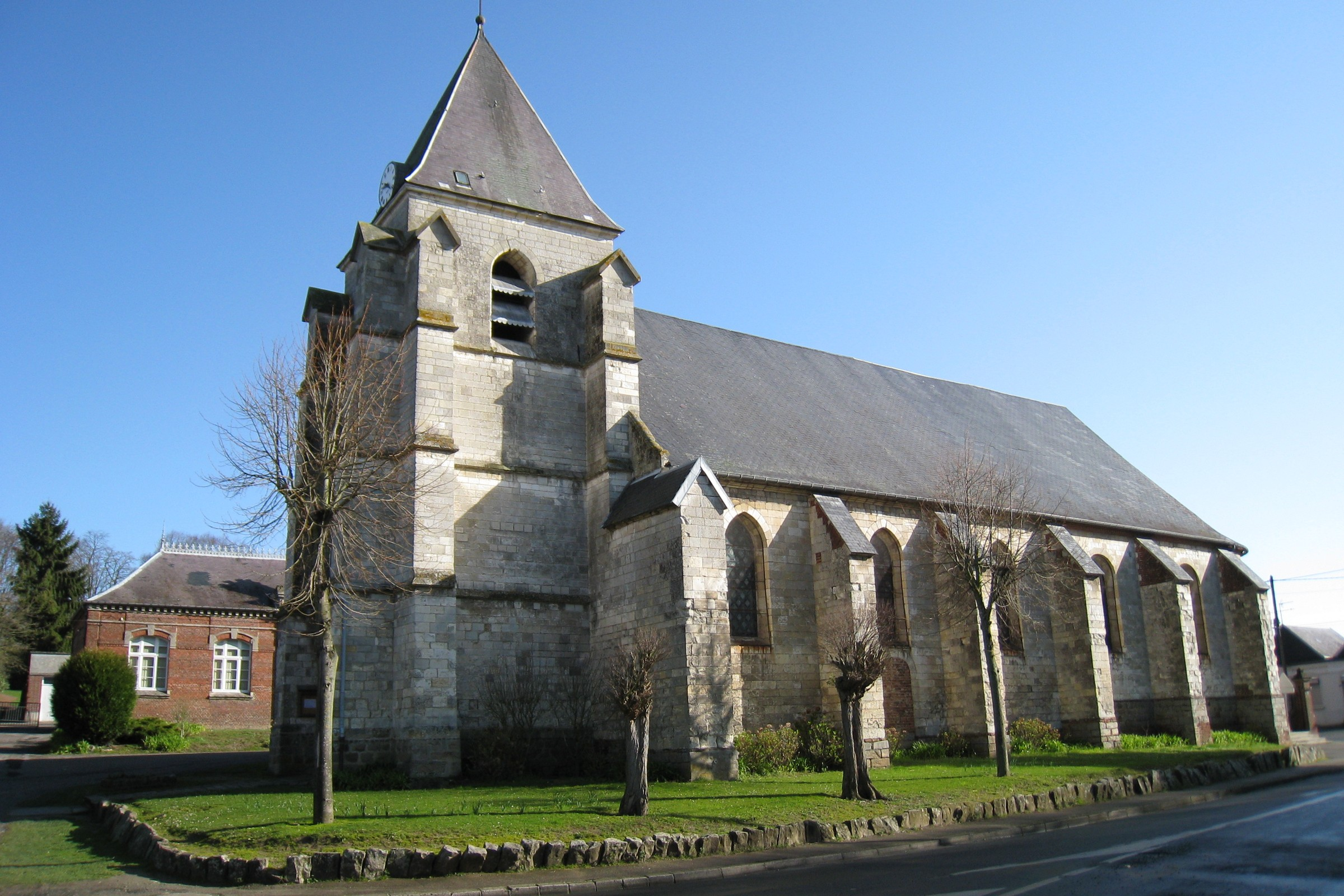
Kirche Saint-Pierre
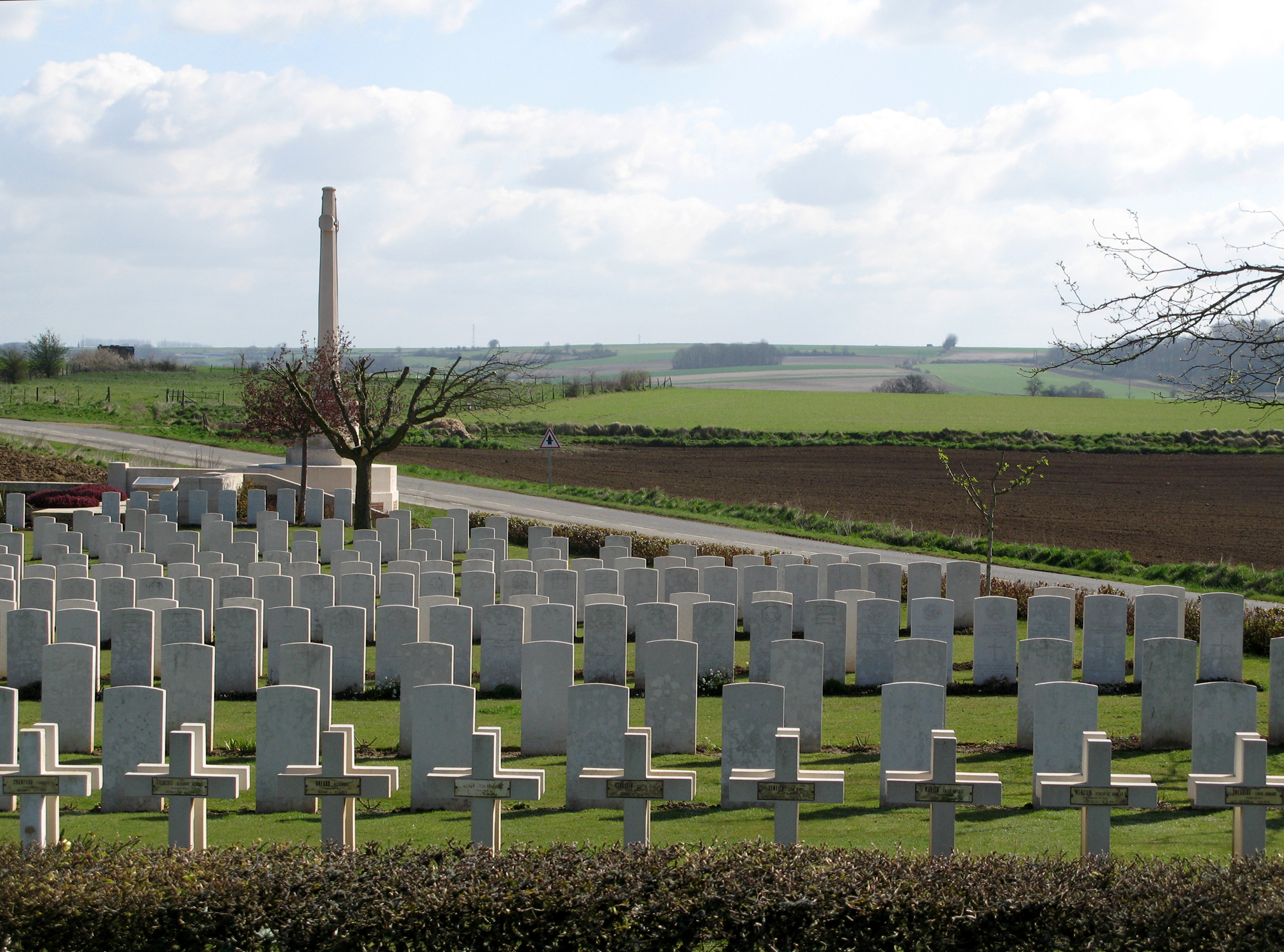
Soldatenfriedhof
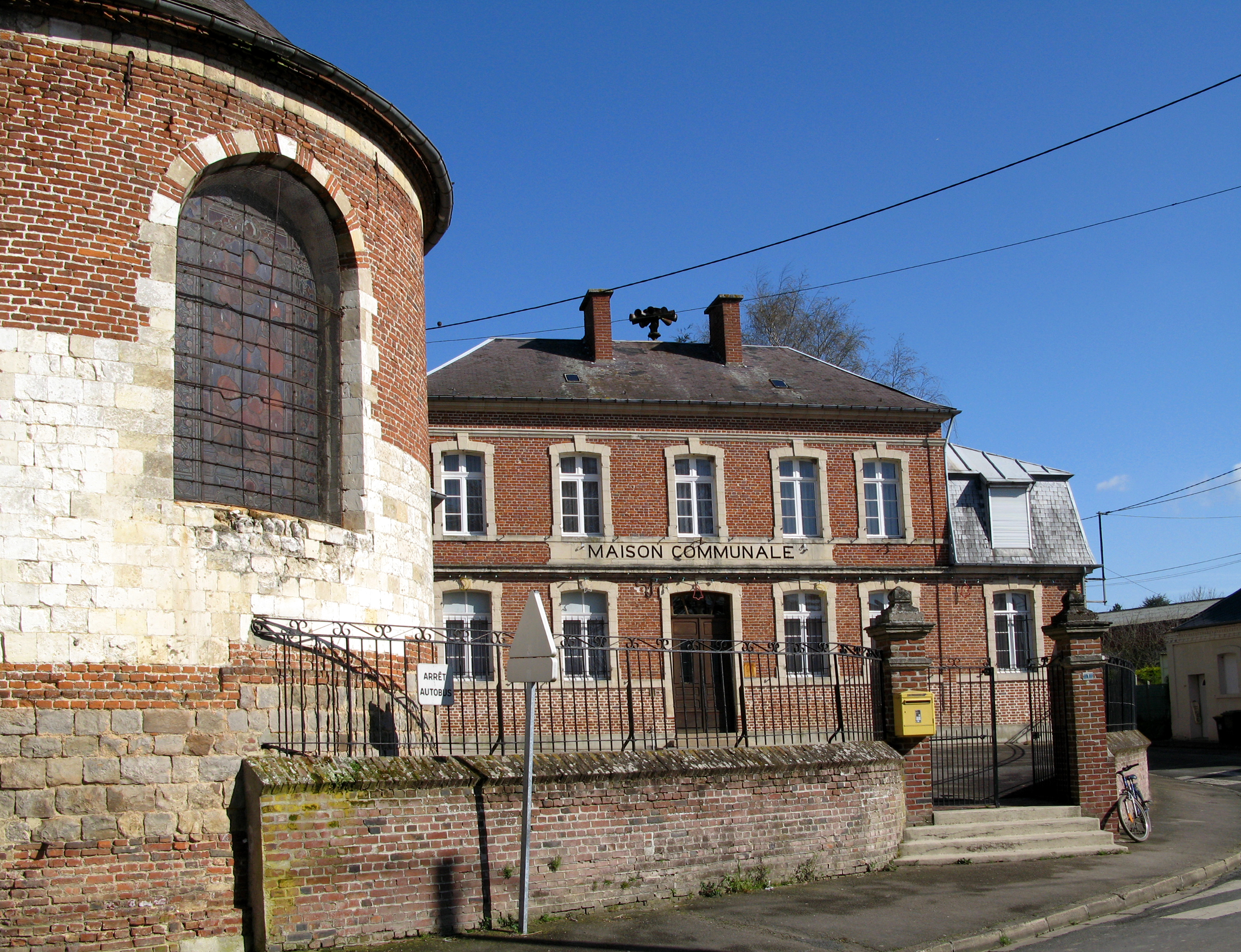
Rathaus